# سارة جرينوالد
سارة چ. جرينوالد هي أستاذة الرياضيات في جامعة ولاية أبلاشيون وممثلة الكلية لدراسات النوع والمرأة والجنس.

## البحث العلمي
تشمل اهتمامات سارة البحثية الهندسة ومنحة التدريس والتعلم. كما أنها تحقق في الروابط بين الرياضيات والمجتمع، مثل النساء والأقليات والثقافة الشعبية. على سبيل المثال، كانت جزءًا من فريق بحث في المواضيع المتعلقة بالرياضيات في مسلسل عائلة سيمبسون.

## التعليم
في عام 1991، حصلتت سارة على درجة البكالوريوس بامتياز مع مرتبة الشرف في الرياضيات من كلية الاتحاد . في عام 1998، حصلت على درجة الدكتوراه في الرياضيات من جامعة بنسيلفانيا في فيلادلفيا . كانت أطروحتها في الهندسة الريمانية بعنوانDiameters of Spherical Alexandrov Spaces and Constant Curvature One Orbifolds وأشرف عليها وولفجانج زيلر.

## المسار المهني
سارة جرينوالد هي أستاذة الرياضيات في جامعة ولاية أبالاتشيون ووممثلة الكلية لدراسات النوع والمرأة والجنس. نشرت العديد من المقالات والكتب في مجالات الهندسة الريمانية وتعليم الرياضيات والرياضيات في المجتمع. تحاول سارة جذب النساء الشابات في فتيات الكشافة المهتمات بالعلوم والتكنولوجيا والهندسة والرياضيات. وقامت هي وزملاؤها أمبر ميلون وجيل توملي في ولاية أبالاشيون، بإنشاء شارة استحقاق في الرياضيات لتعزيز الاهتمام بالرياضيات. أنشأت سارة جرينوالد أيضًا سلسلة من مقابلات الفيديو القصيرة لنساء مهتمات بالعلوم والتكنولوجيا والهندسة والرياضيات وكن عضوات سابقات في فتيات الكشافة. بهذا العمل، تم انتخاب سارة جرينوالد في عام 2020 لتكون عضوة في مجلس جمعية الرياضيات الأمريكية خلال الفترة من 2021 إلى 2024.

## تكريمات
حصلت سارة عام 2005 على جائزة هنري إل.ألدر للتعليم المتميز من قبل كلية مبتدئة أو عضو هيئة تدريس في الرياضيات في جمعية الرياضيات الأمريكية. في عام 2017، تم اختيارها كمتحدث عام في اجتماع القسم الجنوبي الشرقي من قبل جمعية الرياضيات الأمريكية في جامعة كليمسون في مارس 2018. حصلت على جائزة جمعية المرأة للرياضيات في عام 2018 لعملها في اللجنة التنفيذية وكمحررة مشاركة في النشرة الإخبارية للجمعية  في عام 2020، تم ترشيحها لزمالة جمعية المرأة للرياضيات. جاء في الاقتباس عنها «لجهودها الإبداعية والفعالة لإثارة الاهتمام بالرياضيات بين الشباب، وخاصة الفتيات ؛ ولمساهماتها المكثفة في النهوض بالمرأة في الرياضيات من خلال الكتابة والمحاضرات والعمل مع جمعية المرأة للرياضيات والجمعيات المهنية الأخرى ؛ ولإرشادها الطلاب». اختارت جمعية الرياضيات الأمريكية سارة غرينوالد كمحاضرة لجورج بوليا من 2021 إلى 2022.

## أبحاث منشورة
شاركت في تحرير موسوعة الرياضيات والمجتمع المكونة من 3 مجلدات مع جيل توملي،  والتي تم اختيارها «أفضل مرجع لعام 2011» بواسطة Library Journal وتمت استخدامها على نطاق واسع. وشاركت أيضًا في تحرير مجلد سبرينجر 2018 : النساء في الرياضات و الاحتفال بالذكرى المئوية لجمعية الرياضيات الأمريكية. كانت جزءًا من فريق التمثيل في مسلسل Futurama: Bite My Shiny Metal X  ومستشارة لفيلم Flatland.

## وصلات خارجية
- الموقع الرسمي
- Sarah Greenwald's Author Profile Page on MathSciNet